# Société des artistes de peinture historique
Société des artistes de peinture historique (russe : Общество художников исторической живописи) est une association russe d'artistes qui ont peint des sujets historiques.

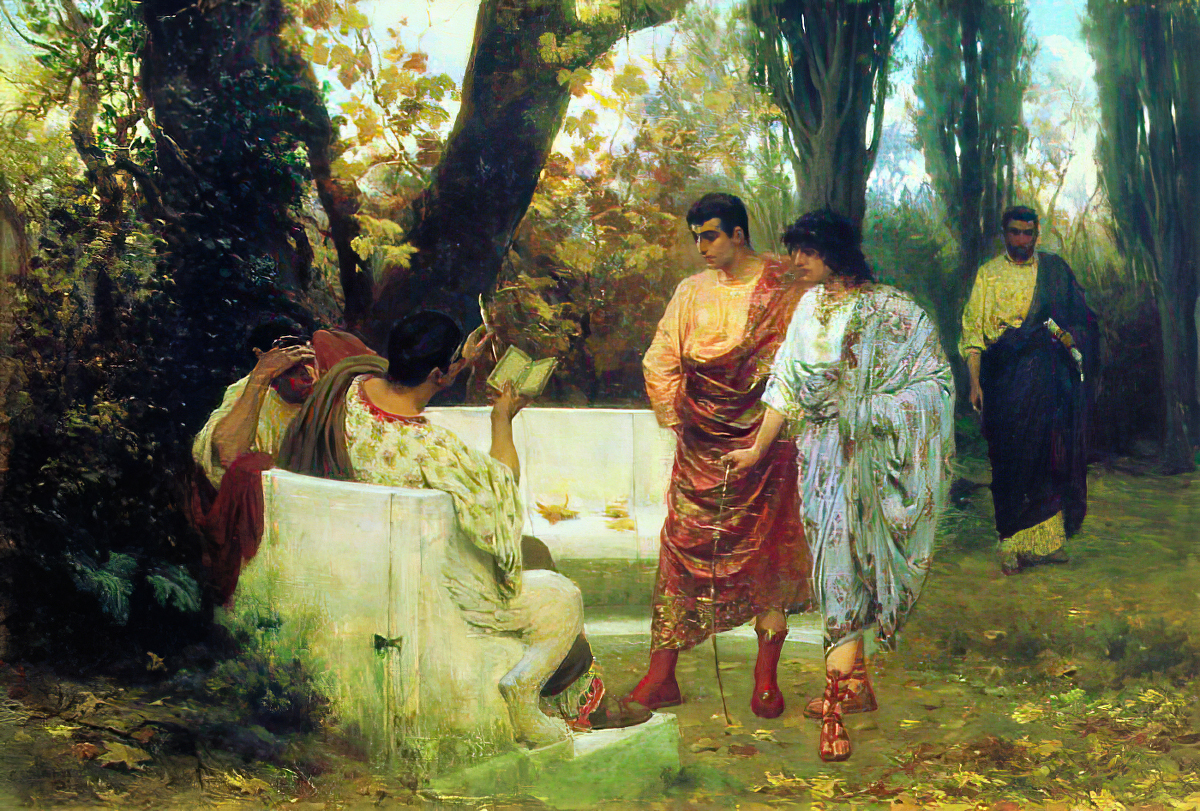
Catulle lisant des vers à ses amis, Galerie Tretiakov, 1886, Stefan Bakałowicz.

La société est créée à Moscou en 1895 et ses statuts sont approuvés le 16 août 1895. C'est de cette époque que datent de nombreuses réalisations de deux grands maîtres de la peinture historique russe :Ilia Répine et Vassili Sourikov. Mais ces peintres ne se  retrouvent pas dans la liste des membres de cette nouvelle société. Ladite société a existé jusqu'en 1906 et son but était de promouvoir le développement de la peinture d'histoire en Russie.
La société était patronnée par le grand-duc Serge Alexandrovitch de Russie. Il faisait organiser des concours et des expositions et distribuait des publications sur l'art.

## Présidence
Les présidents de cette société ont été :
- Andreï Kareline (1837-1906);
- Constantin Gorski (ru) (1900—1906).

En 1898, la société comprenait 36 membres.

## Participants

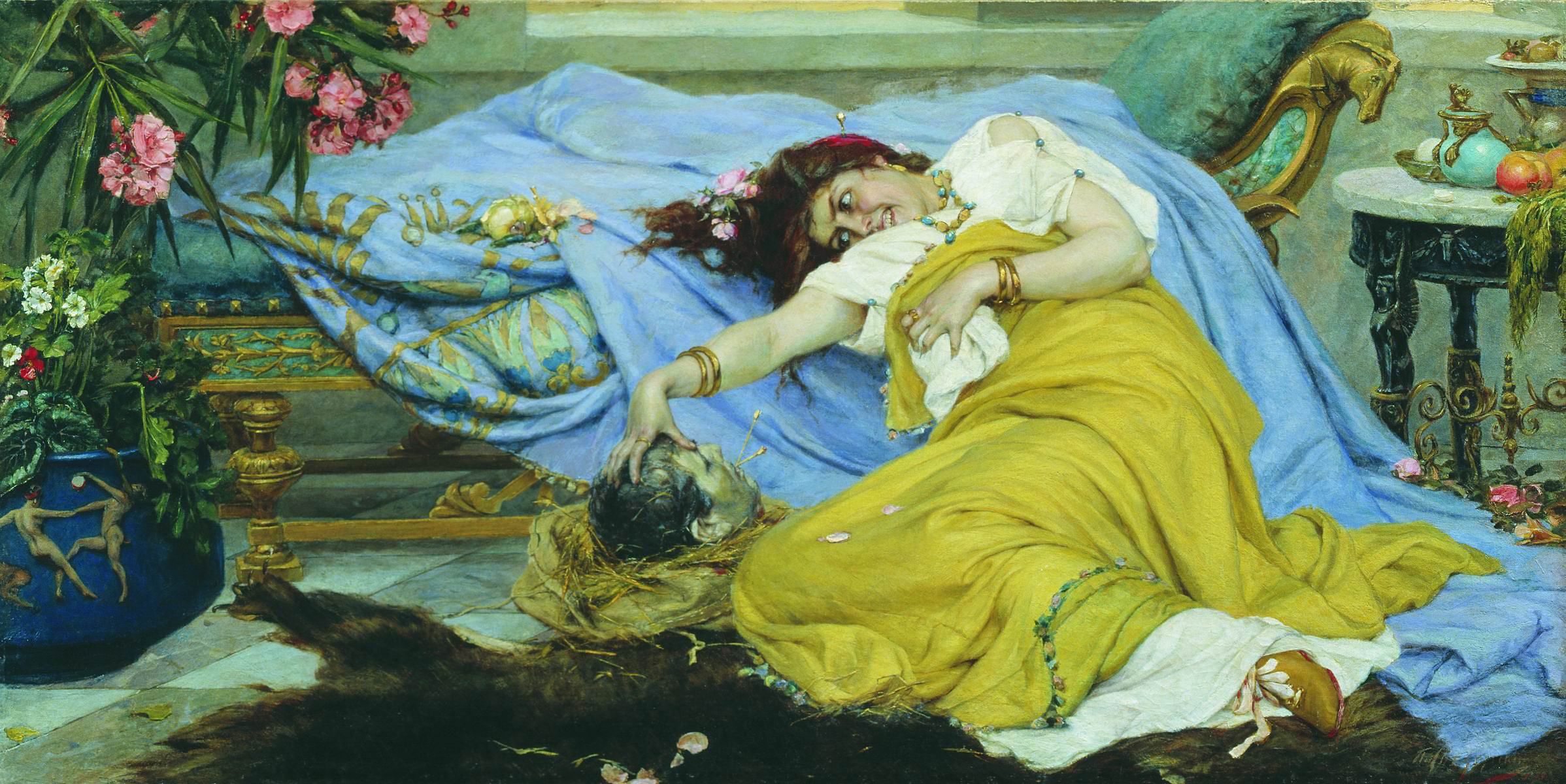
Fulvie, épouse de Marc Antoine joue avec la tête décapitée de Cicéron, exécuté sur ordre de son mari, Pavel Svedomski.

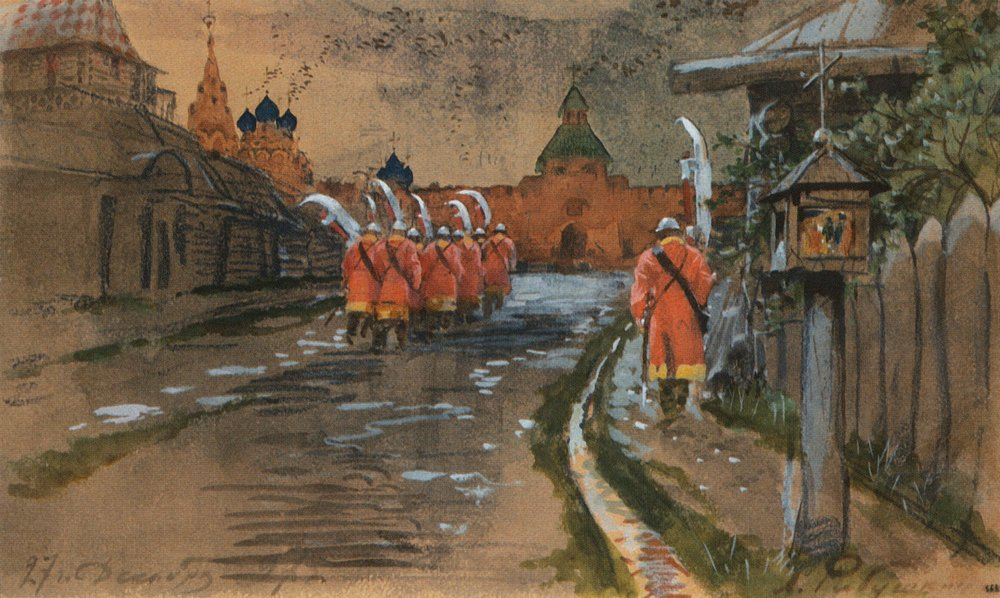
Patrouilles de streltsy aux portes d'Ilinski, 1897, Andreï Riabouchkine.

- Stefan Bakałowicz
- Vladimir Beklemichev
- Vassili Beliaiev (ru)
- V. Bolotnikov
- Mikhaïl Botkine (en)
- Fiodor Bronnikov
- Vassili Petrovitch Verechtchaguine

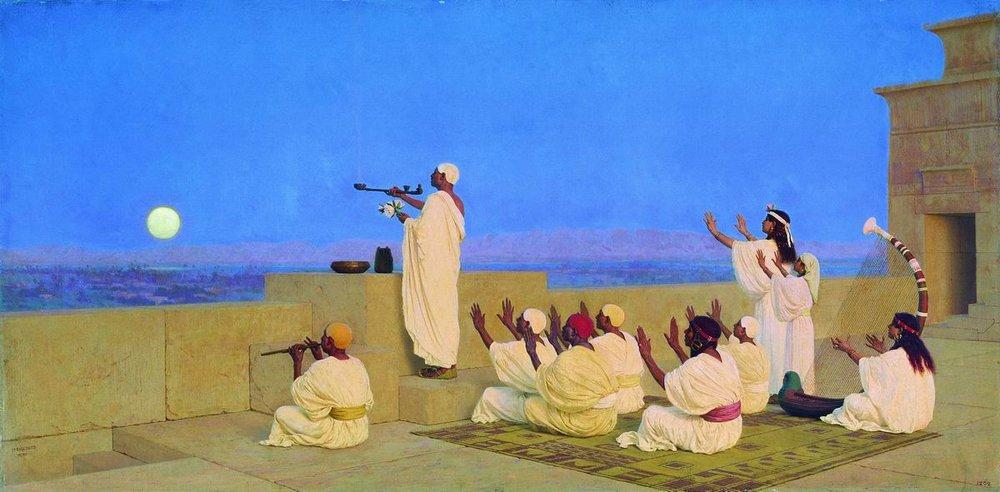
Prière à Cnossos, 1905, Stefan Bakałowicz.

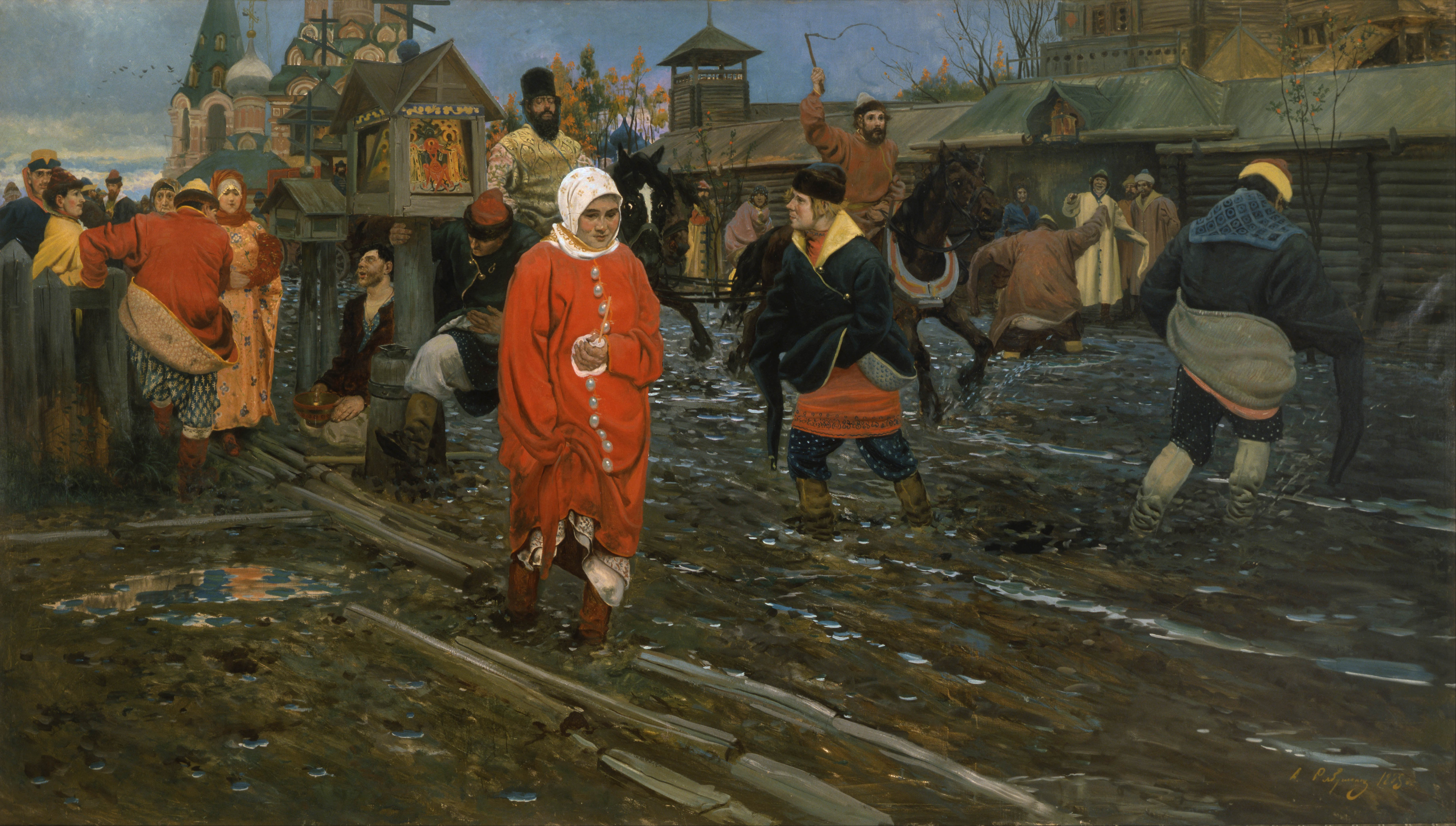
Andreï Riabouchkine -Rue de Moscou un jour de fête au XVIIe siècle 1895

- Sergueï Volnukhine (en)
- Piotr Heller (ru)

- Jacob Goldblat
- Constantin Gorski
- Vassili Evreinov
- Pavel Joukovski

- Saveli Zeindenberg (en)
- Andreï Kareline
- Nikolaï Kochelev
- Nikolaï Matveïev
- Alexandre Nikonorovitch (it)
- Valeri Ovsiannikov
- Ivan Porfirov (ru)

- Andreï Riabouchkine
- Pavel Svedomski
- Henryk Siemiradzki
- A. Sintsov
- Auguste Timous
- Ilia Tioumenev (it)
- Ian Tsionglinski
- Adolf Charlemagne (en)
- Nikolaï Chakhovskoï
- Mikhaïl Chitov